# Homec (Kobarid)
Homec (Duits: Hometz) is een plaats in Slovenië en maakt deel uit van de gemeente Kobarid in de NUTS-3-regio Goriška. De plaats telde 7 inwoners op 1 januari 2020.